# قانون ماساتشوستس المتعلق ببورما

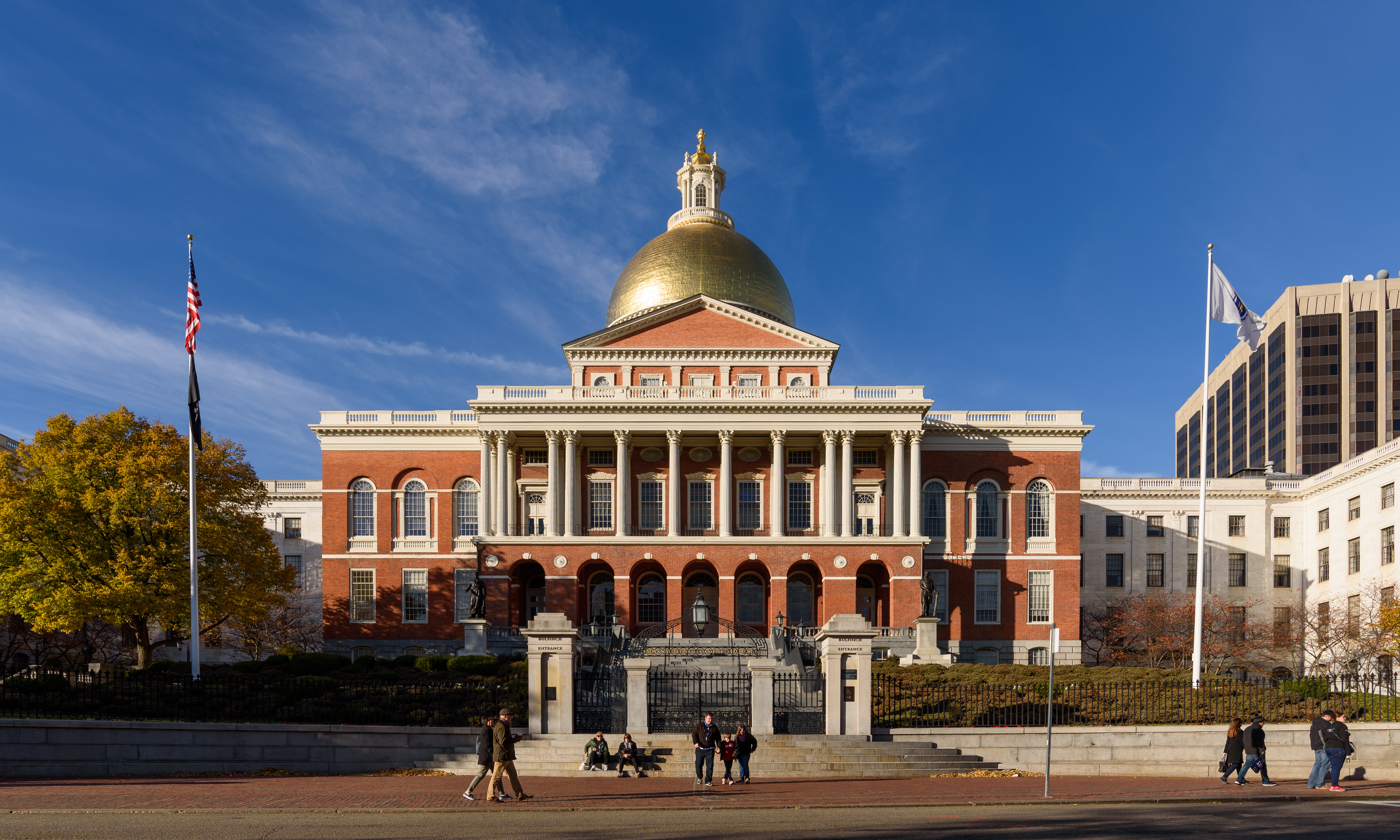

قانون ماساتشوستس المتعلق ببورما هو قانون تم سنه في عام 1996 من قبل الهيئة التشريعية لولاية ماساتشوستس بموجبه يحظر على مؤسسات الدولة شراء الخدمات من الشركات التي تتعامل مع ميانمار (بورما). تم وضع قائمة «التجارة المقيدة» من قبل الكومنولث، والتي تضمنت 34 عضوًا من المجلس الوطني للتجارة الخارجية.
رفع المجلس الوطني للتجارة الخارجية دعوى قضائية ضد وزير الإدارة والمالية في ماساتشوستس ستيفن كروسبي في قضية عرفت باسم كروسبي ضد المجلس الوطني للتجارة الخارجية
، بحجة أن قانون ماساتشوستس ينتهك سلطات الحكومة الفيدرالية في الشؤون الخارجية والتجارة الخارجية، وأنه سبق أن ألغاه القانون الاتحادي. كما تم اتهام ماساتشوستس بانتهاك بند السيادة في دستور الولايات المتحدة.
فاز المجلس الوطني للتجارة الخارجية بالقضية حيث حكم قاضي المحكمة العليا الأمريكية ديفيد سوتر بأن «قانون الولاية مُستبق، وتطبيقه غير دستوري بموجب بند السيادة». وهكذا تم إبطال القانون.